# Taurikura

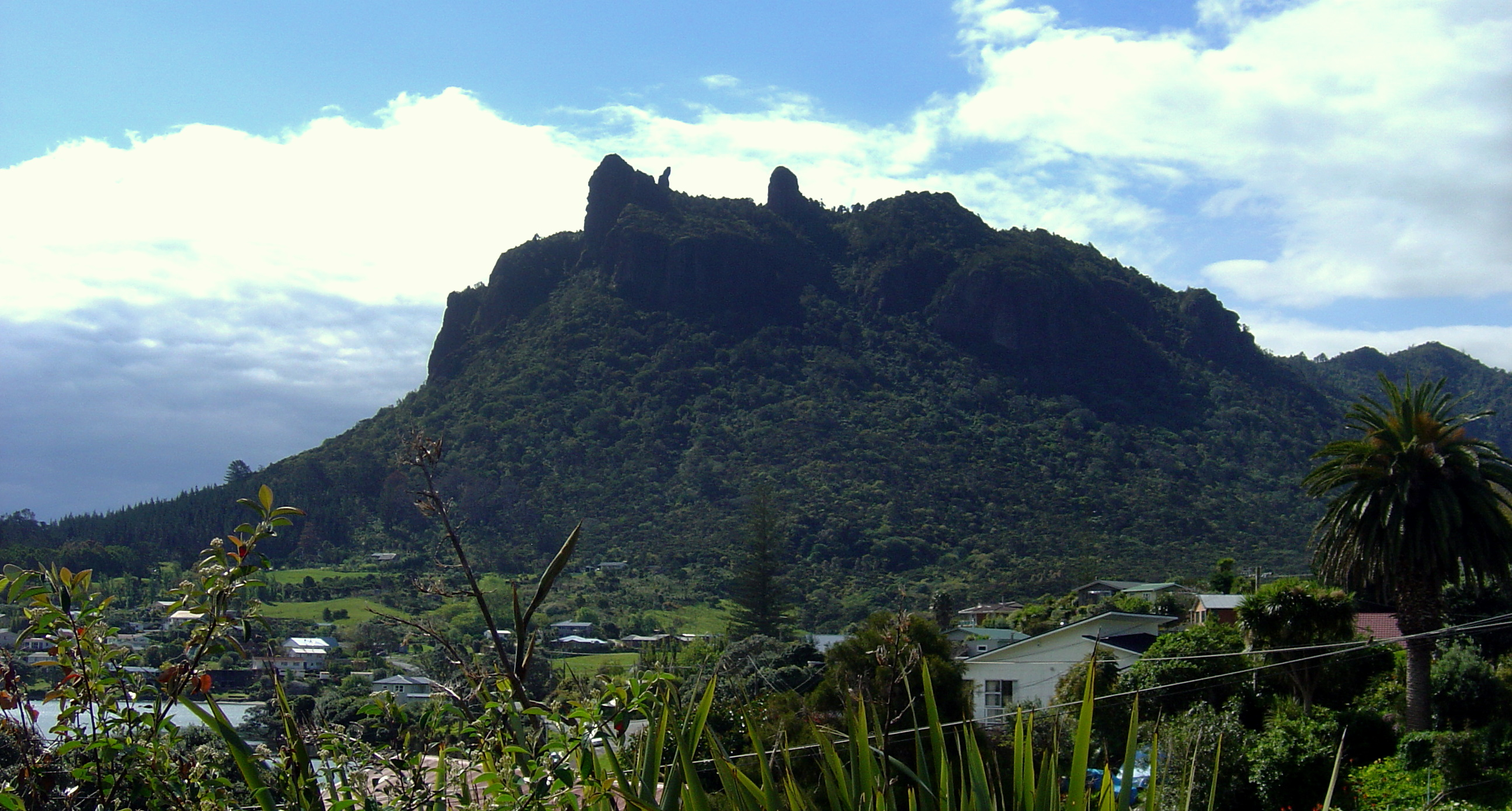
Les contours spectaculaires du Mt Manaia, vu du port et de la ligne de côte de Taurikura

Taurikura est une petite localité rurale du district de Whangarei, située à environ 30 kilomètres au sud-est de la ville de Whangarei dans la région du Northland, dans l’île du Nord de la Nouvelle-Zélande.

## Situation
La ville est située sur les berges de la Baie de Calliop au pied du Mt  Manaia (en), haut de 420 mètres qui, avec le promontoire de Bread Head (en) et les îles Hen and Chicken (en), forment collectivement les restes d’un ancien volcan géant d’andésite.
Les éléments caractéristiques de Taurikura sont un camp, qui est la propriété des baptistes, et un magasin général. 
L’école locale est la Whangarei Heads School, qui prétend être la deuxième plus ancienne école de la Nouvelle-Zélande toujours en activité sur son site d'origine.

## Loisirs
La ville offre de nombreux points de vue sur la raffinerie de pétrole de Marsen Point (en) située sur la rive opposée du port de Whangarei (en).
De nombreuses plages océaniques se trouvent à une courte distance de voiture.